# Seetaahding-kiiyaahaang
Seetaahding-kiiyaahaang ili Little Rock Creek banda, banda Kato Indijanaca, porodica Athapaskan, iz sjeverozapadne Kalifornije, u blizini Laytonvillea. Jedino poznato selo im je Seetaahding, "Among the Rocks Place." 

## Vanjske poveznice
- Cahto Band Names